# Coppa della Repubblica Ceca (pallavolo femminile)
La Coppa della Repubblica Ceca è una competizione pallavolistica per squadre di club ceche femminili, organizzata con cadenza annuale dalla ČVS.

## Edizioni
| Edizione         | Edizione          | Podio        | Podio     | Podio               |
| Anno             | Sede della finale | Campione     | Risultato | Finalista           |
| ---------------- | ----------------- | ------------ | --------- | ------------------- |
| 1992-93 Dettagli | -                 | Královo Pole | -         | Slavia Praga        |
| 1993-94 Dettagli | -                 | Olomouc      | -         | Královo Pole        |
| 1994-95 Dettagli | -                 | Olomouc      | -         | Královo Pole        |
| 1995-96 Dettagli | -                 | Olymp Praha  | -         | Slavia Praga        |
| 1996-97 Dettagli | -                 | Olymp Praha  | -         | Královo Pole        |
| 1997-98 Dettagli | -                 | Olymp Praha  | -         | Frenštát            |
| 1998-99 Dettagli | -                 | Olymp Praha  | -         | Frenštát            |
| 1999-00 Dettagli | -                 | Olymp Praha  | -         | Královo Pole        |
| 2000-01 Dettagli | -                 | Královo Pole | -         | Olymp Praha         |
| 2001-02 Dettagli | -                 | Královo Pole | -         | Frenštát            |
| 2002-03 Dettagli | -                 | Královo Pole | -         | Sokol Frýdek-Místek |
| 2003-04 Dettagli | -                 | Olymp Praha  | -         | Královo Pole        |
| 2004-05 Dettagli | -                 | Olymp Praha  | -         | Královo Pole        |
| 2005-06 Dettagli | Praga             | Královo Pole | 3 - 1     | Olymp Praha         |
| 2006-07 Dettagli | Brno              | Olymp Praha  | 3 - 0     | Královo Pole        |
| 2007-08 Dettagli | Praga             | Prostějov    | 3 - 0     | Olymp Praha         |
| 2008-09 Dettagli | Prostějov         | Prostějov    | 3 - 0     | Olomouc             |
| 2009-10 Dettagli | Prostějov         | Prostějov    | 3 - 2     | Královo Pole        |
| 2010-11 Dettagli | Olomouc           | Prostějov    | 3 - 0     | Olomouc             |
| 2011-12 Dettagli | Olomouc           | Prostějov    | 3 - 0     | Olomouc             |
| 2012-13 Dettagli | Olomouc           | Prostějov    | 3 - 1     | Olymp Praha         |
| 2013-14 Dettagli | Olomouc           | Prostějov    | 3 - 1     | Olymp Praha         |
| 2014-15 Dettagli | Plzeň             | Prostějov    | 3 - 0     | Olymp Praha         |
| 2015-16 Dettagli | Olomouc           | Prostějov    | 3 - 0     | Ostrava             |
| 2016-17 Dettagli | Olomouc           | Olomouc      | 3 - 2     | Prostějov           |
| 2017-18 Dettagli | Brno              | Prostějov    | 3 - 1     | Olomouc             |
| 2018-19 Dettagli | Brno              | Olomouc      | 3 - 1     | Prostějov           |
| 2019-20 Dettagli | Brno              | Olomouc      | 3 - 2     | Olymp Praha         |
| 2020-21 Dettagli | Teplice           | Olomouc      | 3 - 1     | Dukla Liberec       |
| 2021-22 Dettagli | Tábor             | Královo Pole | 3 - 1     | Dukla Liberec       |
| 2022-23 Dettagli | Teplice           | Královo Pole | 3 - 0     | Ostrava             |

## Palmarès
| Squadra      | Titolo | Edizione                                                                                 |
| ------------ | ------ | ---------------------------------------------------------------------------------------- |
| Prostějov    | 10     | 2007-08, 2008-09, 2009-10, 2010-11, 2011-12, 2012-13, 2013-14, 2014-15, 2015-16, 2017-18 |
| Olymp Praha  | 8      | 1995-96, 1996-97, 1997-98, 1998-99, 1999-00, 2003-04, 2004-05, 2006-07                   |
| Královo Pole | 7      | 1992-93, 2000-01, 2001-02, 2002-03, 2005-06, 2021-22, 2022-23                            |
| Olomouc      | 6      | 1993-94, 1994-95, 2016-17, 2018-19, 2019-20, 2020-21                                     |